# Harold Hunter
Harol Atkins Hunter (Nueva York, 2 de abril de 1974-Nueva York, 17 de febrero de 2006) fue un skater profesional y actor estadounidense. Interpretó a Harold en la película autobiográfica de Larry Clark Kids.

## Biografía y carrera
Hunter nació en la ciudad de Nueva York y creció con sus dos hermanos en un barrio de viviendas de acogida en East Village.  Empezó a relacionarse con un grupo de skaters de la zona de Tompkins Square Park y Washington Square Park. Así empezó a ser patrocinado por una tienda local de skate, Skate NYC.
La primera aparición de Hunter en la esfera pública fue en 1989 en una foto realizada por Charlie Samuels  para la revista de skate  Thrasher en un artículo sobre la escena del monopatín en la Ciudad de Nueva York.  Como  goofy-footed skater, Hunter empezó a ser patrocinado de forma más notoria por la importante marca de  Zoo York. Más tarde empezó a trabajar para Rock Star Bearings Co.
En 1995 Hunter interpretó a Harold en Kids de Larry Clark, una película sobre adolescentes de la zona de East Village (Manhattan). También trabajó como doblador para la aclamada serie de televisión Kung faux. Otra aparición fue en la serie televisiva Miami Ink en la que Chris Garver le tatuaba en la parte superior de su brazo un skater saltando algunos de los rascacielos más emblemáticos de Nueva York con la frase «Sk-8 or Die». Conmemoraba así sus raíces neoyorkinas y su vínculo con el World Trade Center.

## Muerte
El 17 de febrero de 2006, Hunter fue encontrado muerto en su apartamento de Lower East Side por un ataque al corazón provocado por una sobredosis de cocaína. La Harold Hunter Foundation fue fundada en su memoria para apoyar a todos los niños de Nueva York interesados en patinar. Su cuerpo fue enterrado en el Cementerio Woodlawn, ubicado en El Bronx.

## Filmografía
- Paseo de New Jersey (película) (1995)
- Niños (1995)
- Juegos de mente (1996)
- Mano en la Bomba (1998)
- Frezno Liso (1999)
- Salvar el último Baile (2001)
- Kung Faux (2003)
- Hombre Debajo Cable (2005)